# Лашкарёв, Александр Григорьевич
Александр Григорьевич Лашкарёв  (1823—1898) — российский государственный деятель, Пермский губернатор (1860—1865), генерал-лейтенант (1867).

## Биография
Родился 23 ноября (5 декабря) 1823 года в семье потомственного дворянина, владевшего родовым имением в Минской губернии.
Учился в Школе гвардейских подпрапорщиков и кавалерийских юнкеров, которую окончил в 1843 году и начал службу прапорщиком в лейб-гвардии Конно-гренадерском полку. В 1845 году поступил в Императорскую Николаевскую военную академию, которую окончил в 1847 году с малой серебряною медалью с занесением имени на мраморную доску в зале Академии.
Капитан гвардии с 1850 года, полковник Гвардейского Генерального штаба (ст. 30.08.1854); состоял при штабе главнокомандующего Гвардейским и Гренадерским корпусами, с 1855 года был членом Комиссии для улучшения военной части. С 17 апреля 1860 года — генерал-майор.
С 7 сентября 1860 года исправлял должность военного губернатора Перми и пермского гражданского губернатора; 23 апреля 1861 года утверждён в этих должностях.
В годы правления Лашкарёва в Пермской губернии были открыты: телеграф, воскресная школа, общество взаимного страхования домов г. Перми, Пермский общественный Марьинский банк и Губернское акцизное управление, Пермское губернское по крестьянским делам присутствие, работавшее под личным председательством губернатора, Кирилло-Мефодиевское училище, купеческий клуб, ныне общественное собрание; был построен деревянный небольшой театр и освящена домовая церковь при мужской гимназии;  публичная библиотека была преобразована в общественную, было введено уличное керосиновое освещение, заложена Воскресенская церковь; Мотовилихинский завод был переименован в Пермский пушечный завод, началось строительство новых заводских зданий на берегу р. Камы, а также было установлено правильное пассажирское пароходное движение вверх по Каме от г. Перми.  Городскую думу перевели в дом, купленный у Смышляева. Заложили лютеранскую кирху, которая была освящена в 1864 году. Было открыто «Пермское дамское попечительство о бедных», которое в 1863 году основало Убежище приюта детей бедных.
В ходе Крестьянской реформы были освобождены от крепостной зависимости не только крестьяне, но и горнозаводское население Урала. Лашкарёв участвовал в разработке Положения об устройстве обществ и общественного управления среди рабочих казённых заводов. Он добился передачи общественного управления на казённых заводах в ведение гражданских властей; закон был утверждён Александром II 17 декабря 1862 года.
Лашкарёв ходатайствовал о распространении российской железнодорожной сети на горнозаводский Урал. Была издана специальная брошюра по вопросу строительства Уральской железной дороги.
Александра Васильевна Лашкарёва (урожд. Бибикова), жена губернатора, стала попечительницей открытого 28 декабря 1860 в доме Ф. К. Каменского по Пермской улице (теперь здание уездного земства г. Перми) Мариинского женского училища 1-го разряда (впоследствии — Мариинской женской гимназии). Подобные училища образовывались и в других городах Пермской губернии. Содержание училищ требовало больших затрат, и в 1862 году А. В. Лашкарёва при поддержке своего супруга обратилась за помощью к дворянству Пермской губернии и получила её.
В апреле 1865 года А. Г. Лашкарёв был назначен членом Совета министра внутренних дел. В Петербурге он продолжил заниматься благотворительностью, участвовал в открытии целого ряда благотворительных учреждений. Был избран почётным членом Сергиевского благотворительного братства, которое Лашкарёв основал 2 февраля 1869 года вместе с княгиней Е. Э. Трубецкой.
В 1867 году был произведён в генерал-лейтенанты.
Умер 29 ноября (11 декабря) 1898 года и был похоронен на Волковом (Волковском) православном кладбище в Санкт-Петербурге.

## Награды
- Орден Св. Анны 3-й ст. (1849)
- Орден Св. Владимира 4-й ст. (1852)
- Орден Св. Владимира 3-й ст. (1863)
- Орден Святого Станислава 1-й ст. (1865)
- Орден Св. Анны 1-й ст. (1870)
- Орден Св. Владимира 2-й ст. (1875)
- Бронзовая медаль в память Крымской войны